# Геомагнитная буря 13—14 марта 1989 года

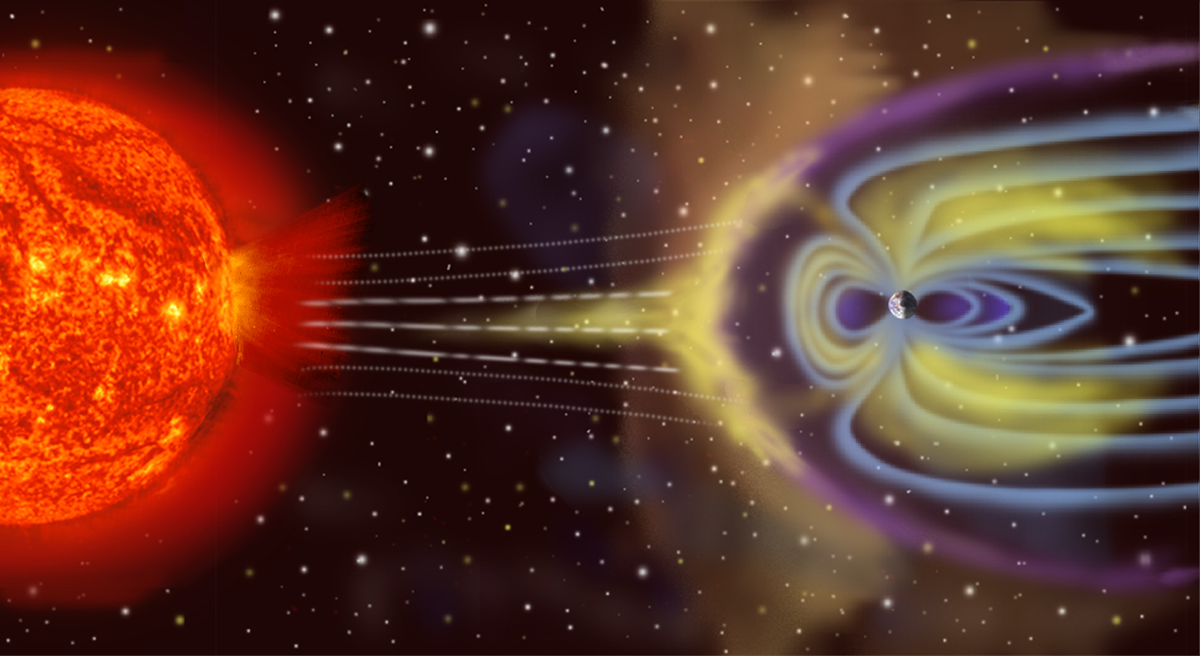
Схема взаимодействия солнечного ветра с магнитосферой Земли

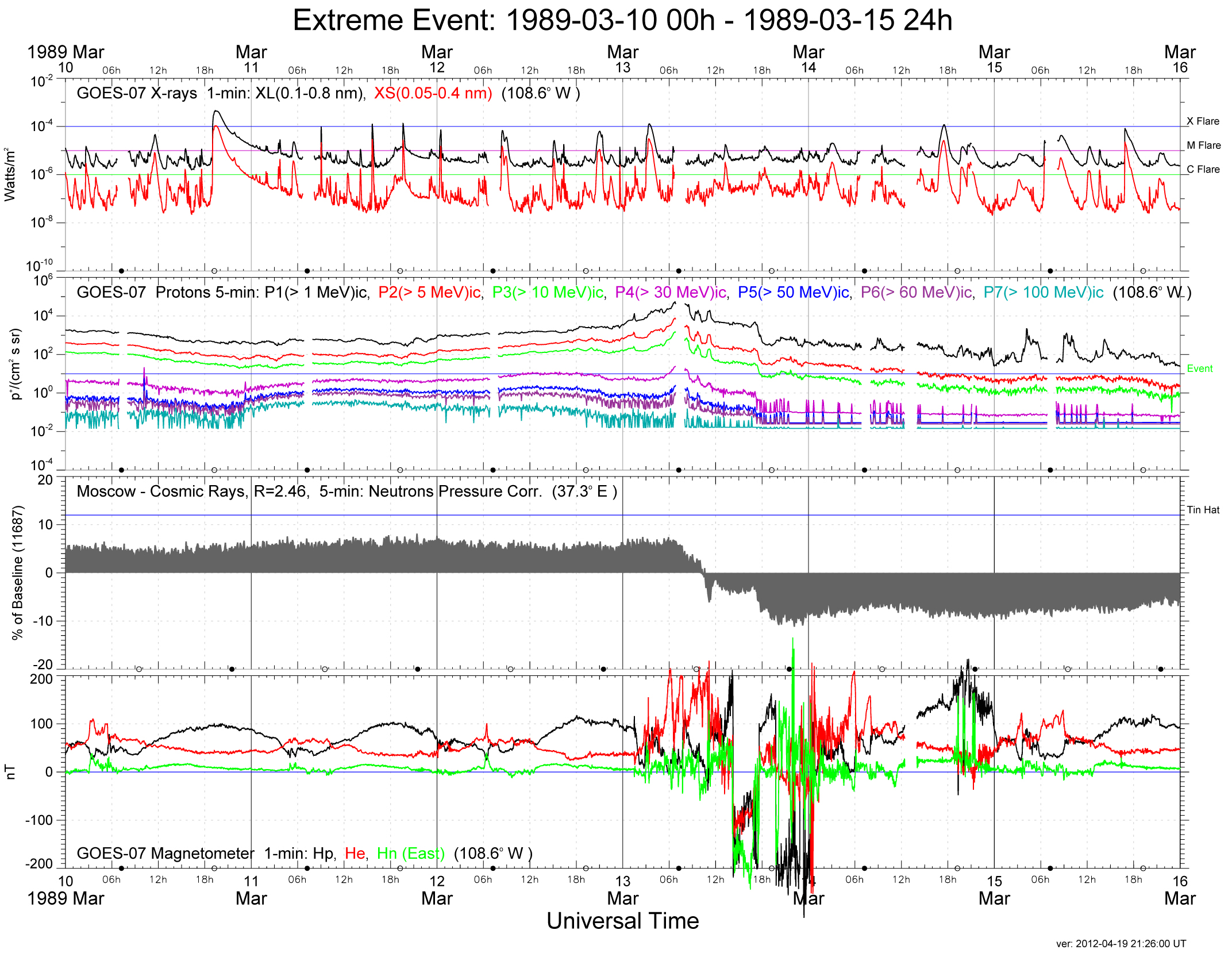
GOES-7 контролирует космические погодные условия во время геомагнитной бури в марте 1989 года, московский нейтронный монитор записал прохождение CME как падение уровней, известное как Форбуш-эффект.

Геомагнитная буря 13—14 марта 1989 года или Квебекское событие — сильнейшая геомагнитная буря с начала космической эры (1957 года), произошедшая во время 22-го цикла солнечной активности.
С 6 до 19 марта 1989 года по видимой с Земли полусфере Солнца проходила группа пятен № 101 за 1989 год по каталогу Пулковской обсерватории (другое обозначение группы — NOAA 5395). Она достигла своей максимальной площади, 4454 миллионных долей площади полусферы Солнца (мдп), 16 марта, площадь наибольшего пятна в группе достигала 4106 мдп (13 марта), а число пятен в группе — семидесяти (14 марта). 10 марта около 19 часов по всемирному времени в этой группе произошла солнечная вспышка балла 3B/X4.5, которая и стала ответственной за последующую геомагнитную бурю:272.
Максимальной интенсивности геомагнитная буря достигла 13 марта, когда планетарный индекс Ap достиг значения 246, третьего за всё время наблюдений с 1932 года:272, а Dst-индекс геомагнитной активности (англ. Disturbance Storm Time Index) между 1:00 и 2:00 по всемирному времени 14 марта достиг значения −589 нТл (или даже −640 нТл по другим данным), рекордного с 1957 года.
Особенно масштабные сбои произошли в энергосистеме канадской провинции Квебек:72—74 (за что буря и получила своё название), произошли также нарушения высокочастотной радиосвязи во всем мире, сбои в работе космических аппаратов; полярные сияния во время бури наблюдались до широты Мексики и острова Большой Кайман:272,274.
В СССР во время этой геомагнитной бури была нарушена радиосвязь с пунктами на высоких широтах, а полярное сияние наблюдалось даже в Симферополе (например, членом Крымского отделения ВАГО В. Ю. Иващенко в ночь с 13 на 14 марта с 00:45 до 01:15 по московскому времени на участке звёздного неба между созвездиями Кассиопеи и Большой Медведицы).